# Gamergate
Gamergate (GamerGate, o #GamerGate para formar un hashtag) es el nombre dado a una campaña de ciberacoso a través del uso del hashtag #GamerGate que tuvo lugar a partir del año 2014 en plataformas tales como Reddit, 4chan o 8chan. Se utiliza como un término general para denominar tanto la controversia, como la campaña de hostigamiento, como al movimiento que surgió alrededor.
A partir de agosto de 2014, los partidarios del Gamergate atacaron a varias mujeres en la industria de los videojuegos, incluidas las desarrolladoras Zoë Quinn y Brianna Wu, así como a la crítica feminista de medios Anita Sarkeesian. Después de que Eron Gjoni, el exnovio de Quinn, escribiera una publicación despectiva y demostrada falsa sobre ella, los usuarios de #gamergate acusaron falsamente a Quinn de mantener una relación con el periodista Nathan Grayson, del sitio Kotaku. Lo cierto es que este periodista jamás reseñó el videojuego de Zoë Quinn. Las campañas de hostigamiento contra Quinn y otros incluyeron doxing, amenazas de violación y amenazas de muerte. Los partidarios de Gamergate alegaron una colusión no ética entre la prensa y las feministas, los progresistas y los críticos sociales. Estas preocupaciones han sido descartadas por diversos comentaristas, como The Washington Post o The Guardian entre otros medios, como teorías de conspiración triviales, sin fundamento o sin relación con cuestiones reales de ética.
Los partidarios del Gamergate se organizaron en forma anónima o pseudoanónima en plataformas en línea tales como 4chan, Internet Relay Chat, Twitter y Reddit. El Gamergate no tiene líderes oficiales, voceros o manifiesto. Las declaraciones que dicen representar han sido inconsistentes y contradictorias, haciendo difícil que se puedan identificar metas y motivos. Por lo cual, el Gamergate ha sido definido a menudo por el acoso que sus partidarios cometieron. Estos últimos han negado que el acoso haya tenido lugar o acusan a las víctimas de crearlo.
La controversia ha sido descrita como una manifestación de una guerra cultural sobre la diversificación cultural, reconocimiento artístico y criticismo social en videojuegos, y sobre la identidad social de los gamers. Muchos partidarios del Gamergate se oponen a lo que ven como una creciente influencia del feminismo en la cultura de los videojuegos; por eso, el Gamergate es visto como un golpe de la derecha hacia el progresismo. Las respuestas de la Industria han sido negativas. El Gamergate ha llevado a figuras dentro y fuera de la industria a concentrarse en mejores métodos para abordar el acoso en línea.

## Eventos
Zoe Quinn, desarrolladora independiente de videojuegos, creó Depression Quest, una novela de ficción interactiva, en 2013, como medio para representar su propia batalla contra la depresión. A finales de 2013 cooperó con Valve para incorporar el juego dentro de la plataforma Steam a través del sistema de Greenlight (un sistema de votos populares). Tal como explica The Escapist, Quinn afirmó que fue acosada después de que usuarios anónimos del tablón de imágenes y de autoayuda 'Wizardchan' anunciasen sus datos privados, con frases como que "las mujeres no pueden comprender a nadie con depresión".

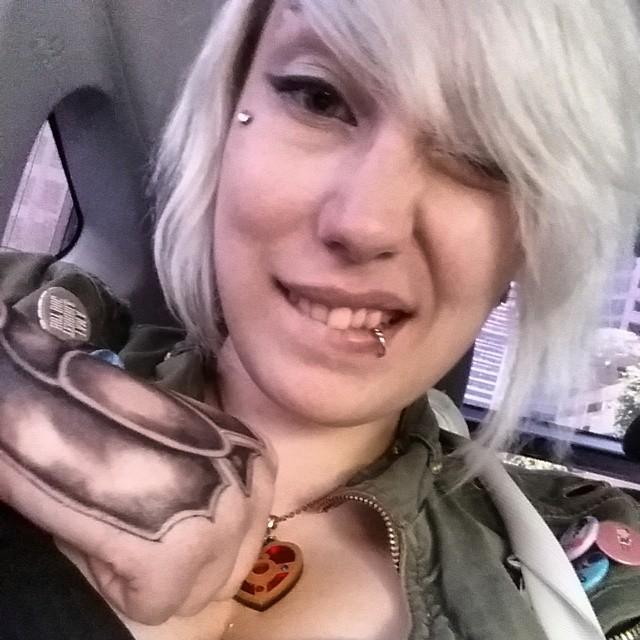
Zoe Quinn, desarrolladora independiente de videojuegos, primera y principal víctima de la campaña de acoso y amenazas virtuales del GamerGate

Poco después de la inclusión de Depression Quest en Steam, en agosto de 2014, la anterior pareja sentimental de Quinn, Eron Gjoni, escribió un blog conteniendo una serie de alegaciones; entre ellas, dice que Quinn le había sido infiel con Nathan Grayson, escritor para Kotaku. Esto llevó a la formación de conjeturas infundadas por parte de la comunidad de gamers, alegando que Grayson escribió artículos sobre el juego en modo positivo debido a su relación. Stephen Totilo, redactor jefe de Kotaku, afirmó que la relación había tenido lugar, pero que Grayson no había escrito ningún artículo sobre Quinn tras comenzar la relación, ni tampoco sobre su juego en ningún momento. Este incidente llevó a mayor revuelo en medios sociales con falsas alegaciones sobre que desarrolladores y periodistas están excesivamente vinculados y que la crítica cultural de los videojuegos se ha orientado de manera significativa a la crítica social. Por parte de la gente no involucrada en el Gamergate se denunció a estos ataques hacia Quinn como misóginos e insostenibles.
Phil Fish, desarrollador de Fez se vio involucrado en el escándalo tras hablar favorablemente sobre Quinn y atacar públicamente a Wolf Wozniak. Gran parte de sus detalles personales fueron difundidos y documentos privados de su compañía, Polytron, fueron expuestos a través de un hackeo. Tras estos sucesos decidió dejar la industria del videojuego. El abuso también incluyó a Anita Sarkeesian, crítica cultural y feminista. Sarkeesian ya había declarado haber recibido abusos de la comunidad de gamers por su serie Tropes vs. Women in Video Games, que explora problemas sobre el posible sexismo en videojuegos. Poco después del blog de Gjoni, y coincidiendo con la difusión de un nuevo episodio de la serie (Women as Background, Pt. 2), Sarkeesian afirmó haber recibido amenazas de muerte que le llevaron a abandonar su hogar.
Al mismo tiempo que estos acontecimientos se desarrollaban, los gamers usaron medios sociales y sitios como 4chan y Reddit para debatir sobre esto con fuertes tintes machistas. El 27 de agosto, el actor y figura conservadora Adam Baldwin publicó a través de su cuenta de Twitter una serie de videos en relación con la controversia de Quinn y Depression Quest, creando en el proceso el hashtag '#GamerGate', que empezó a ser utilizado de forma masiva para la discusión de este y otros temas relacionados.
En algunos casos los comentarios sobre el escándalo fueron bloqueados o borrados en varios sitios web. Estos eventos fueron malentendidos por miembros de la comunidad de jugadores como censura, culminando en una mayor difusión del escándalo gracias al llamado efecto Streisand. Estas declaraciones han sido negadas por usuarios de 4chan y otros sitios. La conversación de IRC que menciona el carácter intencional de acoso a las víctimas del Gamergate ha sido publicada en su totalidad.
Los ataques a Zoe Quinn incluyeron doxing (investigación y publicación de información personal sobre un individuo) y hackeado sus cuentas de Tumblr, Dropbox y Skype; ella también fue sometida a amenazas de violaciones y amenazas de muerte. La divulgación de información personal obligó a Quinn a huir de su casa; explicó que "no puedo irme a casa porque han estado publicando en mi domicilio, a menudo con amenazas asociadas". También sufrió amenazas similares Anita Sarkeesian. Brianna Wu, otro desarrolladora de juegos independiente y cofundadora del estudio de videojuegos Giant Spacekat, vio la dirección de su casa y otra información personal publicada en 8chan como represalia por burlarse de Gamergate. Wu luego se convirtió en blanco de amenazas de violación y muerte en Twitter y en otros lugares. Después de contactar a la policía, Wu huyó de su casa con su esposo, diciendo que no permitiría que las amenazas la intimidaran y que no iba a guardar silencio. La actriz y gamer Felicia Day escribió una publicación en su blog sobre sus preocupaciones sobre Gamergate y el temor a las represalias si hablaba en contra. Casi de inmediato, la dirección de su casa y su número de teléfono se publicaron en línea, lo que llevó a que recibiera cartas y llamadas telefónicas con amenazas. El actor Wil Wheaton y el exjugador de la NFL Chris Kluwe también criticaron a Gamergate. Stephen Colbert cuestionó por qué los hombres como Kluwe no habían sido amenazados por Gamergate, y señaló que "las amenazadas por el Gamergate son casi en su totalidad mujeres".

## Implicaciones sociales y culturales
Analistas e investigadores generalmente han descrito a Gamergate como parte de una guerra cultural de larga duración contra los esfuerzos por diversificar la comunidad de videojuegos conocida como tradicionalmente masculina, particularmente dirigida a mujeres que se animan a opinar fuera de la corriente dominante. Citan el hostigamiento frecuente de los partidarios de Gamergate contra las figuras femeninas en la industria del videojuego y su abierta hostilidad hacia las personas involucradas en la crítica social y el análisis de los videojuegos. Gamergate ha sido descrito como impulsado por ideologías antifeministas y de ideas misóginas. Antonsen, Ask y Karlstrom escribieron en el Nordic Journal of Science and Technology Studies "en el caso de #gamergate, el objetivo explícito de muchos de los participantes es excluir a grupos de personas, particularmente mujeres, del debate y de la industria de los videojuegos. y limitan los derechos de las mujeres como ciudadanos ".
El sexismo y la misoginia habían sido identificados como problemas en la industria de los videojuegos y la comunidad en línea desde antes de los eventos de Gamergate. Sarkeesian consideró que Internet tiene un "ambiente de vestuario de chicos", y los usuarios masculinos intentan presumirse mutuamente, lo que provoca una escalada de casos de acoso en situaciones como Gamergate. En marzo de 2014, el diseñador de videojuegos Cliff Bleszinski escribió una publicación en el blog comentando sobre el "racismo latente, la homofobia y la misoginia" que existía dentro de la comunidad de los juegos en línea.

### Investigación del FBI
El FBI investigó las amenazas hechas por internet contra Sarkeesian y las otras víctimas del Gamergate. Las investigaciones, que estaban plagadas de problemas jurisdiccionales, en última instancia se cerraron con el FBI no logrando identificar a los autores de algunas amenazas y negándose a enjuiciar a otros. Los archivos de su investigación fueron hechos públicos.

### Coordinación del acoso
Ars Technica reportó que una serie de logs de discusión de 4chan demuestra que se usaron cuentas falsas de Twitter para popularizar el Gamergate. Heron, Belford y Goker, al analizar los registros, dijeron que las primeras discusiones de IRC de Gamergate se centraron en coordinar el acoso de Quinn mediante el uso de campañas de mensajes promocionados para empujar los ataques y popularizarlo. También describen cómo los organizadores iniciales deliberadamente intentaron cultivar una narrativa palpable para el consumo público de los gamers, mientras que internamente se centran en los rencores personales contra Quinn e imágenes sexuales agresivas contra ella y otras mujeres. Mortensen escribió en Games and Culture que la estructura de Gamergate como un enjambre anónimo le permitió crear un ambiente donde cualquier persona que lo criticara o se convirtiera en su objetivo estaba en riesgo, al tiempo que les permitía evitar la responsabilidad individual por el acoso.
Hubo una discusión considerable sobre el autocontrol y la responsabilidad de los partidarios de Gamergate de usar el hashtag cuando este sirve para el acoso. Varios sitios web han bloqueado usuarios, eliminado publicaciones y creado políticas para evitar que sus usuarios amenacen a Quinn y a otras personas con doxing, asalto, violación y asesinato, y planeen y coordinen dichas amenazas. El fundador de 4chan, Christopher Poole, prohibió toda discusión sobre Gamergate en el sitio a medida que ocurrían más ataques, lo que llevó a los partidarios de Gamergate a utilizar 8chan como su página principal.

## Análisis
La atención de los medios ha sido concentrada en las alegaciones de un carácter muy personal hacia Quinn y la posterior campaña de acoso, vinculando el tema con las percepciones históricas de que la comunidad gamer es sexista y reaccionaria. Según Sarah Kaplan de The Washington Post, "el sexismo en los videojuegos es un problema muy documentado, muy debatido pero aparentemente insoluble" y se convirtió en el eje de la controversia de #Gamergate. En un artículo para "The Guardian", Jenn Frank describe las tácticas usadas en la campaña de acoso, y el clima de miedo que se generó a raíz de los ataques a las mujeres y los aliados del feminismo. Frank concluyó que este ambiente abusivo y enajenante no solo perjudicaría a las mujeres, sino también a la industria en su conjunto. 
Investigadores del Berkman Center for Internet & Society de la Universidad de Harvard describieron a Gamergate como una campaña mordaz contra Quinn que rápidamente se transformó en una cruzada más amplia contra la supuesta corrupción en el periodismo de videojuegos y que involucró abusos y hostigamiento considerables contra mujeres y críticos de juegos. También se han expresado preocupaciones al comparar el comportamiento de los partidarios de Gamergate con su mensaje: la Dra. Kathleen Bartzen Culver, profesora y experta en ética mediática en la Universidad de Wisconsin-Madison, escribió que mientras los partidarios de Gamergate afirmaban estar interesados en la ética periodística, su comportamiento "misógino y amenazante" desmiente esta afirmación. "Gran parte de la conversación -si puedo llamarlo así- ha sido un fango tóxico de rumores, invectivas y prejuicios de género. La ironía proviene de personas que afirman desafiar la ética de los periodistas de videojuegos a través de un comportamiento claramente poco ético.
Después de analizar una muestra de aproximadamente 2 millones de tuits relacionados con Gamergate, Newsweek concluyó que se trataba principalmente de acoso y no de ética, afirmando que la muestra "sugiere que ... contrario a su objetivo declarado, Gamergate pasa más tiempo tuiteando negativamente a los desarrolladores de juegos que a los periodistas de videojuegos" Ars Technica, al analizar los registros de los usuarios de 4chan que inicialmente empujaron a Gamergate al debate público, escribió que el objetivo detrás de la campaña de hashtag era "perpetuar los ataques misóginos envolviéndolos en un debate sobre ética en el periodismo de videojuegos".
En una entrevista con Anita Sarkeesian en The Guardian, Jessica Valenti dijo que "el mantra del movimiento, "Se trata de la ética en el periodismo'" fue visto por otros como "una extensión natural del acoso sexista y el miedo a la invasión femenina en un espacio tradicionalmente masculino ". Sarkeesian preguntó, "si este 'movimiento' era sobre periodismo, ¿Por qué los periodistas no tuvieron que lidiar con un aluvión de amenazas de violaciones y amenazas de muerte?". Escribiendo en Vox, Todd VanDerWerff dijo que "cada cuestión de ética periodística que ha planteado Gamergate ha sido desacreditada o tratada". Del mismo modo, Leigh Alexander, entonces editora general de Gamasutra, describió las preocupaciones éticas como profundamente sinceras pero basadas en teorías de conspiración, diciendo que no hay nada de poco ético en que los periodistas conozcan a los que cubren y que la información significativa requiera que los periodistas desarrollen relaciones profesionales con las fuentes.
Gamergate ha sido criticado por centrarse en las mujeres, especialmente las desarrolladoras, sin tener en cuenta muchas cuestiones de ética periodística a gran escala. Alex Goldman, de NPR On the Media, criticó a Gamergate por apuntar a las productoras independientes indies en lugar de a los desarrolladores AAA, y dijo que las afirmaciones de comportamiento antiético de Quinn y Sarkeesian carecían de fundamento. En Wired, Laura Hudson encontró como prueba contundente de la misoginia de los partidarios de Gamergate el hecho que se concentraron en desarrolladores y críticos independientes y, casi exclusivamente en mujeres, en lugar de las grandes compañías de videojuegos cuyo trabajo disfrutan.
El escritor para Vox Media Todd VanDerWerff compartió un ensayo escrito por el desarrollador de juegos David Hill explicaba que este creía que #GamerGate podría haber sido útil, pero que estaba dirigido contra las personas equivocadas. Hill escribió que los periodistas de los videojuegos odiaban el nepotismo y cómo la industria, particularmente los desarrolladores AAA, tratan al periodismo de los videojuegos más como marketing que como críticos. Hill escribió: "queremos enfocar estas obras como obras de arte, y no simplemente como el próximo éxito o fracaso. Pero eso es imposible a gran escala. Debido a esa corrupción, debido a la comercialización de todo ello." Además. añadió que esto no excusa al movimiento #GamerGate de las campañas de acoso virtual y amenazas a los desarrolladores independientes como Quinn o Phil Fish, y que el movimiento debería haber apuntado hacia la publicidad de las empresas AAA si de verdad le interesaba cambiar la industria. Un movimiento anterior había apuntado hacia publicaciones de videojuegos pero no tuvo tracción.
Los partidarios derechistas del #GamerGate también han expresado su preocupación en cuanto al uso de los videojuegos para presentar crítica cultural y de que esto los aleje de una forma de entretenimiento y arte. En los últimos años, los videojuegos han llegado a ser aceptados como obras de arte por medios de comunicación, y varios juegos están diseñados para crear una respuesta emocional en el jugador. Estos tipos de juegos se han vuelto más comunes en el desarrollo independiente de videojuegos, que permite a los desarrolladores publicar juegos sin la interferencia de un publicante, que en caso contrario no hubiese publicado tales títulos. Algunos partidarios creen que existen videojuegos diseñados para impulsar una agenda política, algo que nunca fue comprobado. Los Angeles Times cita a dos partidarios de Gamergate declarando "por favor, podemos separar las agendas políticas de los videojuegos? El entretenimiento pretende estar lo más alejado posible de la política", y "estaría bien que la industria de los videojuegos/la prensa de los videojuegos se centrara solamente en... videojuegos por encima de política" Atribuyendo la controversia a un conflicto entre algunos fanes tradicionales de los videojuegos y la naturaleza cada vez más diversa de la industria, Leigh Alexander dice que la madurez y la naturaleza cada vez más mediática de los videojuegos abre el género a nuevas perspectivas y críticas culturales más establecidas. Alexander también dice que hay espacio tanto para "juegos como producto" como para "juegos como cultura" en la industria.
Referente a esto, varios periodistas han señalado que los cambios en el mercado de videojuegos y su lugar en el futuro están desafiando la identidad percibida del gamer ordinario y anticuado, conduciendo a varios individuos a sugerir que #GamerGate podría ser la "muerte del "gamer"". Hasta alrededor de 2013, Jóvenes adultos han dominado el mercado del consumo de videojuegos. En informes publicados por la Asociación del Software de Entretenimiento basado en ventas minoristas, la proporción de jugadoras de videojuegos es alrededor del 45% en 2013, y 48% en 2014. Estos estudios también han resaltado la tendencia de jugadoras mayores por encima de jugadores jóvenes por la popularidad del mercado del juego casual y los juegos para móviles. Estos han conducido a publicantes a reconsiderar su objeto demográfico para sus títulos y a acomodar para las diferencias de género y edad cada vez mayores, y a cambiar el significado de la palabra "gamer". VanDerWerff señala que a raíz de #GamerGate "Muchos de los partidarios no quieren que el término "gamer" se vaya, pero quieren que este término sea lo menos inclusivo posible". 

### Acoso en redes sociales
Mientras se organizaba a través de tableros de mensajes anónimos como 4chan y Reddit, el acoso de Gamergate era más prominente en la red social Twitter. Michael Salter, criminólogo de la Universidad de Western Sydney, escribió que el diseño y la arquitectura de Twitter fueron «altamente propicios» para tales campañas de abuso, permitiendo a los partidarios del Gamergate abrumar la capacidad de los usuarios de bloquear individualmente las grandes cantidades de cuentas falsas o sockpuppet utilizadas para enviar mensajes abusivos y acosadores.
Twitter fue criticado por su incapacidad para responder rápidamente y evitar el acoso por el servicio. Dentro de los Estados Unidos, Twitter y otros sitios de redes sociales no son responsables del contenido publicado por terceros en su servicio bajo la Sección 230 de la Communications Decency Act (1996), y por lo tanto no tienen la obligación legal de controlar contenido malicioso como hostigamiento y amenazas. Brianna Wu, poco después de convertirse en blanco de hostigamiento, afirmó que Twitter facilitó el acoso por la facilidad con la que cualquiera podía crear una cuenta nueva incluso después de que se bloqueó una cuenta anterior, y desafió al servicio a mejorar su receptividad a las quejas. Robinson Meyer, de The Atlantic, dijo que Gamergate es una «crisis de identidad» para Twitter, y al no tratar con el acoso que sufren los usuarios, Twitter no protege a las víctimas.
Al principio de Gamergate, el desarrollador de software Randi Harper comenzó el «Good Game Auto Blocker» o «ggautoblocker», una lista de cuentas conocidas de Twitter que estaban vinculadas al hashtag de Gamergate que podría bloquearse automáticamente, reduciendo así el grado de acoso recibido. En noviembre de 2014, Twitter anunció una colaboración con el grupo sin ánimo de lucro Women, Action & the Media (WAM), en el que los usuarios de Twitter pueden denunciar el acoso a una herramienta monitoreada por miembros de WAM, que enviarían mensajes confirmados a Twitter dentro de 24 horas. La medida, que surgió a raíz del acoso de Gamergate, se debió a problemas generales de acoso a mujeres en Internet. En mayo de 2015, WAM informó que de 512 casos de hostigamiento denunciados por la herramienta durante el mes de noviembre de 2014, el 12 % de ellos estaban relacionados con la controversia de Gamergate basada en la lista ggautoblocker, y la mayor parte del acoso proviene de cuentas de instancia única dirigidas a una sola persona.

## Respuestas
Según Erik Kain, escritor de Forbes, el movimiento #GamerGate está impulsado por una reacción antifeminista contra la creciente diversidad de voces en la crítica cultural de los videojuegos. "Todo se reduce a que mucha gente se siente molesta porque el espacio de los videojuegos ha sido tan fuertemente politizada por una inclinación izquierdista e impulsada por el feminismo," dijo.
Escribiendo para Time Magazine, Leigh Alexander describe la campaña como sincera pero basada en teorías de conspiración estrafalarias afirmando que no hay nada poco ético o inadecuado en que periodistas sean amigos o conocidos de aquellos de los que hacen reportajes. "Ciertamente estos activistas entienden que cualquier reportaje significativo sobre cualquier cosa conlleva la confianza y la amistad de gente interna."
El acoso en línea de Quinn y las amenazas de muerte contra Sarkeesian incitaron a una carta abierta a la comunidad de gamers de parte del desarrollador independiente Andreas Zecher, quien exhortó a la comunidad a tomar una posición pública contra los ataques. Posteriormente la carta atrajo a las firmas de unos 2 mil desarrolladores independientes y periodistas dentro de la industria del juego. Una petición similar, llamando a "parar el odio" y pidiendo que "indie desarrolladores, desarrolladores AAA y otras personas a dejar marcando a jugadores como "neckbearded", misóginos, alimentados por odio, ignorantes, homofóbicos e idiotas". La petición ha recibido más de 9.000 firmas de los jugadores y los desarrolladores de juegos.
Grupos de prensa de videojuegos tales como Polygon, PCgamer y Kotaku han cambiado sus políticas de desglose y de conflictos de interés, incluyendo la prohibición a sus escritores a apoyar cualquier desarrollador de videojuegos a través de Patreon, mientras The Escapist y Destructoid revisaron sus políticas éticas. Y hay que recordar que al final ninguna de las acusaciones que los partidarios del Gamergate sostuvieron fue probada, siendo todas desmentidas.

### Reacción de la industria
La Electronic Frontier Foundation caracterizó a Gamergate como un serio problema al ser un "imán para el acoso", y señaló el posible riesgo financiero para las empresas que lo abordan en las plataformas de redes sociales, a la vez que indicó las dificultades de lidiar con el acoso en línea, proponiendo soluciones al respecto. La Entertainment Software Association (ESA) emitió una declaración condenando el acoso, afirmando que "no hay lugar en la comunidad de los videojuegos -o nuestra sociedad- para ataques personales y amenazas". En la BlizzCon 2014, el presidente y cofundador de Blizzard Entertainment, Mike Morhaime, denunció el reciente acoso; culpando a un "pequeño grupo de personas [que] han estado haciendo cosas realmente horribles" y "manchando nuestra reputación" como jugadores. Llamó a los asistentes a tratarse con amabilidad y demostrarle al mundo que la comunidad rechaza el acoso. Sus declaraciones fueron ampliamente interpretadas como referencias a Gamergate. Los directores generales de las filiales estadounidense y europea de Sony Computer Entertainment, Shawn Layden y Jim Ryan, respectivamente, dijeron que el acoso y la intimidación eran absolutamente horribles y que ese comportamiento inapropiado no sería tolerado en Sony. Varias empresas de videojuegos suecas emitieron un comunicado denunciando el acoso y el sexismo de los partidarios de Gamergate.
Las respuestas a Gamergate han alentado a la industria de los videojuegos a que revise su tratamiento de las mujeres y las minorías, y haga cambios para apoyarlas. Intel, después de su participación accidental en Gamergate, prometió más de $ 300 millones para ayudar a apoyar un programa de "Diversidad en la tecnología" con varios socios, incluida la organización de Feminist Frequency de Sarkeesian y la IGDA, destinada a aumentar el número de mujeres y minorías en la industria. El CEO de Intel, Brian Krzanich, declaró al anunciar el programa que "no es lo suficientemente bueno como para decir que valoramos la diversidad y que nuestra industria no represente plenamente". Peter Moore, el jefe de operaciones de Electronic Arts (EA), dijo que la controversia hizo que EA prestara más atención a la diversidad y la inclusión, y le dijo a Fortune "[si] ha habido algún beneficio para Gamergate, ... creo que nos hace pensar dos veces", lo que hizo que varios proyectos de la empresa vieran incrementada la presencia de mujeres en los equipos de trabajo.

## Reacciones ante el acoso virtual
En enero de 2015, Quinn y Alex Lifschitz crearon Crash Override Network, un grupo privado de expertos que brindan apoyo y asesoría gratuita a quienes han sido hostigados en línea. Además fue fundado para trabajar con autoridades legales y redes sociales en respuesta a tales amenazas La desarrolladora de software Randi Harper fundó un grupo similar, la Online Abuse Prevention Initiative, una organización sin fines de lucro que también busca brindar ayuda a los acosados en línea. Ambas organizaciones trabajan juntas.
Anita Sarkeesian fue nombrada en la lista de la revista Time de las 30 personas más influyentes en Internet en marzo de 2015, y más tarde en la lista de las 100 personas más influyentes de 2015 de la revista, citando su papel en resaltar el sexismo en la comunidad de los videojuegos a raíz del Gamergate.
En el año 2016, en el contexto del Women's History Month (Mes de la Historia de la Mujer) el presidente de los Estados Unidos Barack Obama dijo que "Sabemos que las videojugadoras enfrentan hostigamiento y acoso y amenazas de violencia de otros jugadores. Cuando hablan de sus experiencias, son atacados en Twitter y otras redes sociales, incluso amenazadas en sus hogares". Obama instó a las mujeres víctimas.de hostigamiento a hablar, elogiando el coraje de aquellas que se habían resistido al acoso en línea. "Y lo que ha sacado a la luz estos problemas es que hay muchas mujeres, especialmente mujeres jóvenes, que hablan valientemente sobre sus experiencias, incluso cuando saben que serán atacadas por ello".

### Políticas públicas
La Representante Katherine Clark por el 5.º distrito congresional de Massachusetts le escribió una carta al Comité de asignaciones de la Cámara de los Estados Unidos pidiéndole que se involucre al Departamento de Justicia y que tome medidas enérgicas contra el acoso de las mujeres en Internet, diciendo que la campaña de intimidación asociada del Gamergate ha resaltado el problema. Clark también fue armó una reunión informativa del Congreso el 15 de marzo de 2015, junto con el Caucus de Derechos de Víctimas del Congreso para revisar los problemas del ciberacoso y las amenazas en línea; durante la sesión informativa, Quinn habló de sus experiencias con Gamergate, que un director ejecutivo de la Coalición Nacional contra la Violencia Doméstica describió durante la audiencia como "un grupo de odio en línea ... que fue iniciado por un ex novio para arruinar la vida de Quinn". El 27 de mayo de 2015, la Cámara de Representantes de los Estados Unidos apoyó formalmente la solicitud de Clark de aumentar las medidas para combatir el abuso en línea contra las mujeres, presionando explícitamente para que el Departamento de Justicia realice más investigaciones y procesamientos. El 2 de junio de 2015, la Rep.Clark presentó la H.R. 2602, la "Ley de Priorización de la Ejecución de Amenazas en Línea de 2015" al Congreso. El proyecto de ley asignaría más fondos para que el FBI contrate agentes adicionales para hacer cumplir las leyes contra el acoso cibernético, el acoso criminal en línea y las amenazas. Más tarde, en junio de 2017, la Representante Clark presentó la "Ley de modernización de seguridad en línea de 2017" con los copatrocinadores y compañeros Representantes Susan Brooks (Indiana) y Pat Meehan (Pensilvania), que combinaron varias de las medidas anteriores de Clark. El proyecto de ley se enfoca en penalizar "ciberdelitos contra individuos", incluyendo doxxing, swatting y extorsión sexual, así como otorgar $20 millones de dólares para capacitación policial que sirva para ayudar a enfrentar dichos crímenes, y $4 millones de dólares para establecer el Centro Nacional de Recursos sobre Cibercrimen contra Individuos en cuanto a estudiar y recopilar estadísticas e información relacionada con estos crímenes

### Representación en la televisión y documentales
"Intimidation Game", un episodio de la 16.ª temporada de la serie de televisión Ley y Orden: Unidad de víctimas especiales, emitido en febrero de 2015, retrataba una versión ficticia de la controversia de Gamergate, incluyendo un personaje que algunos observadores dijeron que se parecía a Sarkeesian y cuya historia parecía basada en las de mujeres sujetas a la campaña de acoso. El documental GTFO 2015 analizó temas de sexismo y acoso en videojuegos. La directora de la película, Shannon Sun-Higginson, afirmó que Gamergate fue "algo terrible y terrible, pero en realidad es sintomático de un problema sistémico más amplio y cultural". La situación de Gamergate se cubrió como parte de un tema más amplio de acoso en línea a las mujeres en el episodio del 21 de junio de 2015 de Last Week Tonight con John Oliver. El impacto de la controversia de Gamergate sobre Brianna Wu fue el tema del episodio del 16 de marzo de 2016 de The Internet Ruined My Life.